# اکو و نارسیس

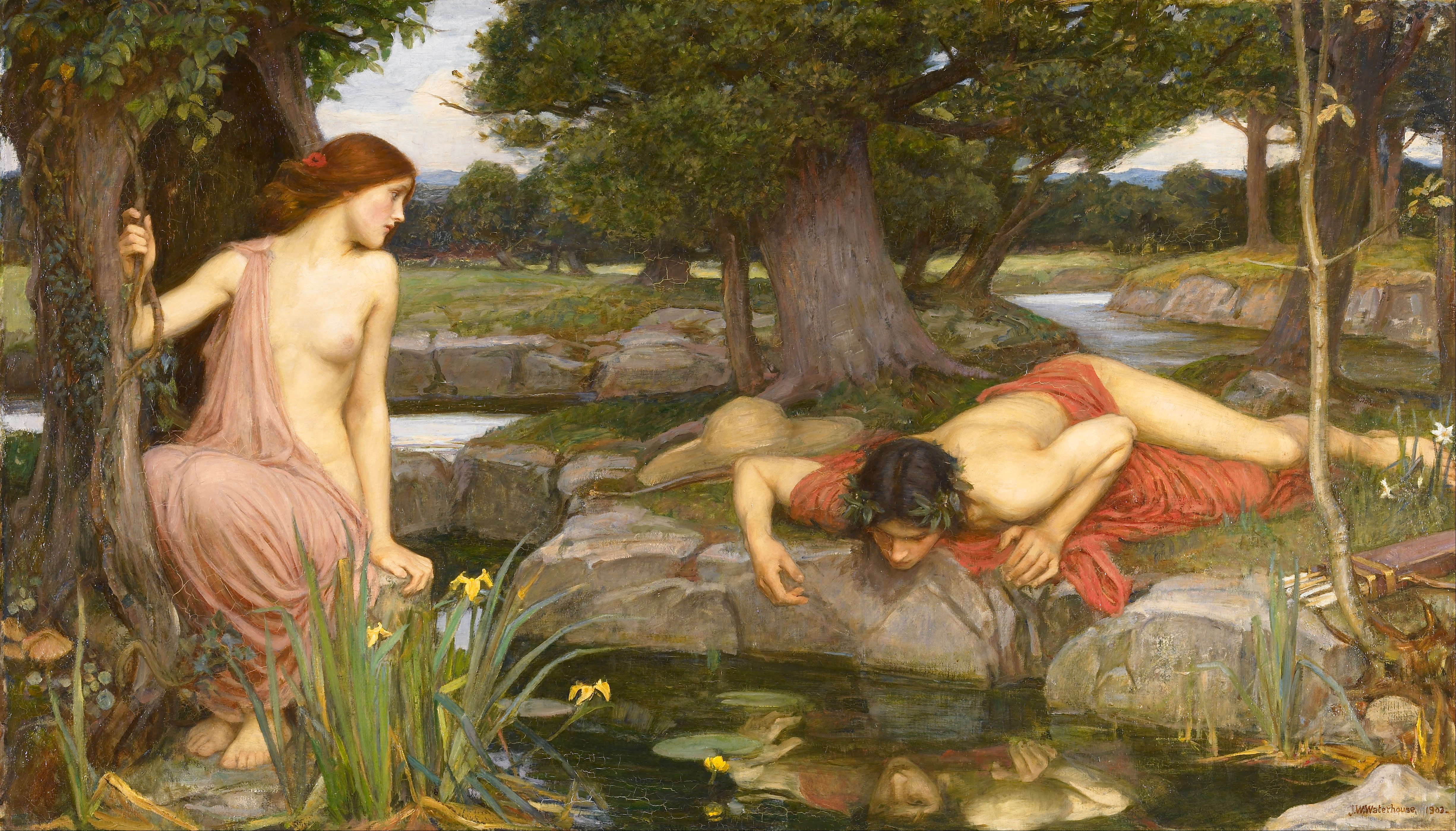
تصویری از اکو و نارسیس، اثر جان ویلیام واترهوس

اکو و نارسیس، از جمله عشاق نامدار در اساطیر یونانی به‌شمار می‌آیند. اکو، پری بسیار پُرحرفی بود که بوسیلهٔ هرا، محکوم به خاموشی ابدی شده بود و تنها اجازه داشت که آخرین سیلاب کلماتی که از دهان هر کس خارج می‌شد را، تکرار کند. این پری زیبا، وقتی که نارسیس را دید، یک دل نه صد دل، عاشق او شد.

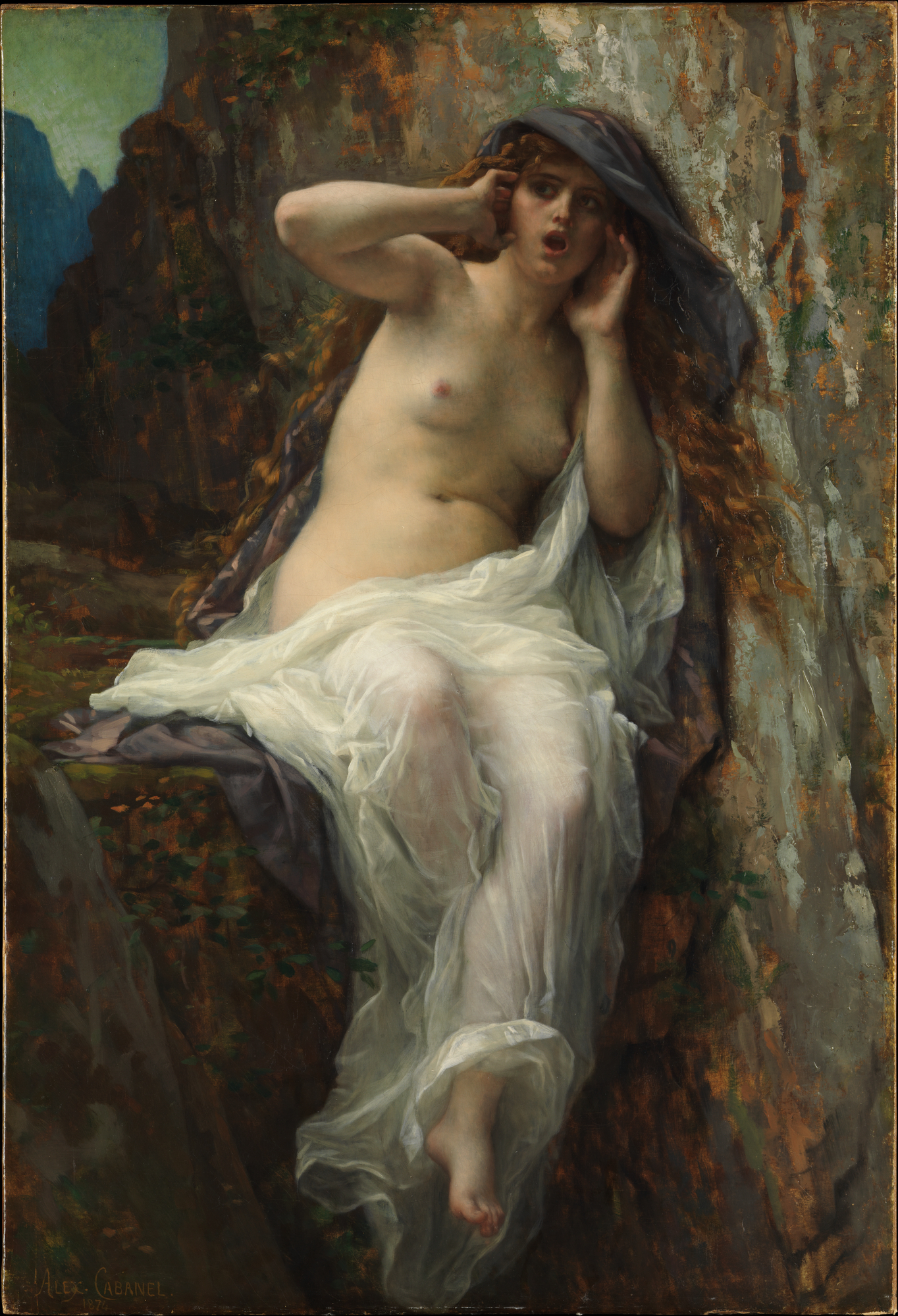
تصویری از اکو، اثر الکساندر کابانل

امّا نارسیس، پسر جوانی بود که از عشق، چیزی سرش نمی‌شد و همهٔ دخترانی را که عاشق او می‌شدند [و از جمله اکو را]، مسخره می‌کرد. سرانجام دختران به همین دلیل از خدایان خواستند که نارسیس را تنبیه کنند و خدایان نیز کاری کردند که نارسیس، صورت خویش را در آب چشمه‌ای بدید و یک دل نه صد دل، عاشق خود شد. بر اثر همین عشق، [و از آنجا که امکان وصالی برای او وجود نداشت، نارسیس روز به روز ضعیفتر و نحیفتر شد تا اینکه سرانجام جان سپرد.
درست در همان محلی که نارسیس مرده بود، نخستین گل نرگس (نارسیس) روئید. امّا اکو که از عشق نارسیس به شدت ضعیف و ناتوان شده بود، هنگامیکه خبر مرگ نارسیس را شنید، آنچنان نحیف شد که به یک اکو (انعکاس صدا) تبدیل گردید.

## شرح دیگر

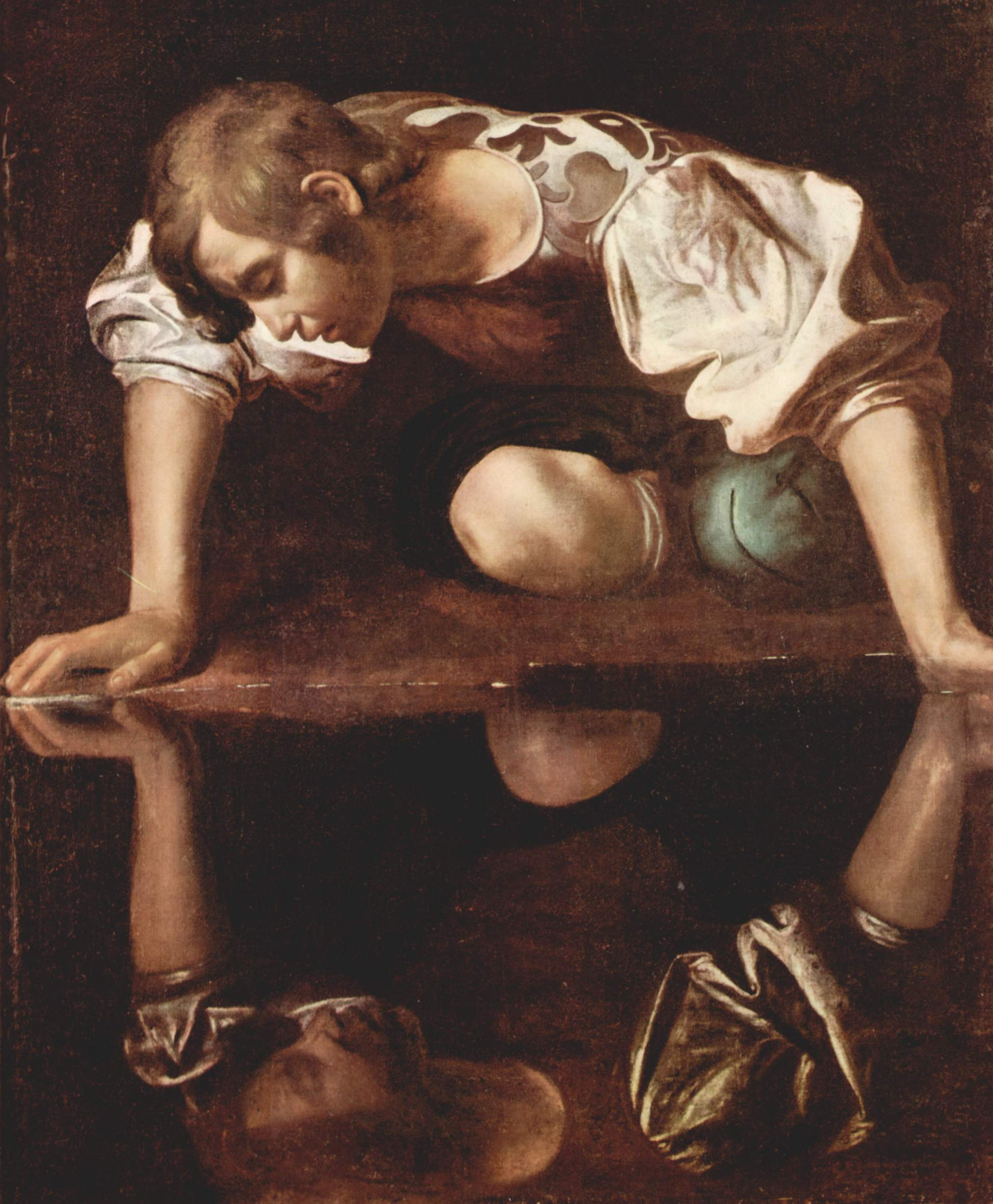
نارسیسوس، اثری از کاراواجیو، نارسیس به تصویر خویش در آب خیره شده‌است.

اکو و نارسیس، بخشی به یاد ماندنی از اثر مشهور اووید، شاعر رومی موسوم به دگردیسی‌ها /متامورفیوس می‌باشد. داستان اکو و نارسیس در این کتاب، از ترکیب دو افسانه کهن پدید آمده‌است: افسانه اکو، پری کوهستان، و نارسیس، شکارچی ای که به انعکاس چهره یا تصویر خود دل بست. روایت اووید در متامورفیوس، نخستین روایتی است که این دو افسانه را با هم، بیان کرده‌است.
داستان مذکور در سومین کتاب متامورفیوس گفته شده، و ماجرای پری (نمف) وراج و پرحرفی را روایت می‌کند که به جز پرحرفی و یاوه گویی، هیچ استفاده دیگری از سخنانش نمی‌کند، اما بعد او [بر اثر خشم یونو یا هرا] به وضعیتی دچار می‌شود که در آن، او تنها قادر است آخرین کلمات هر جمله [یا آخرین سیلاب هر کلمه را]، مکرراً تکرار نماید.
اکو، هنگامیکه نارسیس ضمن تعقیب یک گوزن وحشتزده، [به جای گوزن]، او را در تور خود اسیر می‌کند، وی را می‌بیند و به عشق او(نارسیس) گرفتار می‌شود. در نهایت، پس از اینکه نارسیس [به اشتباه و در جای گوزن]، بدن اکو را به شعله نزدیک می‌کند و باعث سوختن بدن اکو می‌شود، حضور اکو برای نارسیس آشکار می‌گردد. اما نارسیس پس از صحنه‌هایی کمیک، که سرانجام به صحنه‌ای تراژیک و غم انگیز ختم می‌شود، عشق اکو را رد می‌کند. اکو بر اثر این شکست عشقی، رفته رفته تلف می‌شود و از میان می‌رود، تا جایی که تنها صدای او باقی می‌ماند. صدایی که می‌تواند توسط همه شنیده شود. از آن پس، اثر شنیداری که بر اثر انعکاس و تکرار اصوات تولید می‌گردد را، به نام او، اکو می‌خوانند.
اما پس از محو اکو، نارسیس، شور و شوق خویش برای شکار و هر کار دیگری از دست می‌دهد و خسته و آشفته بر لب چشمه‌ای می‌نشیند و شروع به میگساری و شرابخواری می‌کند. در این حال ناگهان عطش جدیدی در درون نارسیس رشد می‌کند و او به ناگاه شیفته و گرفتار تصویری می‌شود که از زیبایی خویش در آب دیده‌است. وی عمیقاً عاشق خویشتن می‌شود و زبان به تحسین تمامی چیزهایی می‌گشاید که متعلق به خود اوست. نارسیس سپس همانگونه که اکو قبلاً در آتش عشق او سوخته و تلف شده بود، در آتش عشق خویش می‌سوزد و تلف می‌شود. بعدها در همان محلی که او از دنیا رفته بود، به جای جسد نارسیس، نخستین گل نرگس درآمد تا یادآور اعمال او باشد.

## نگارخانه

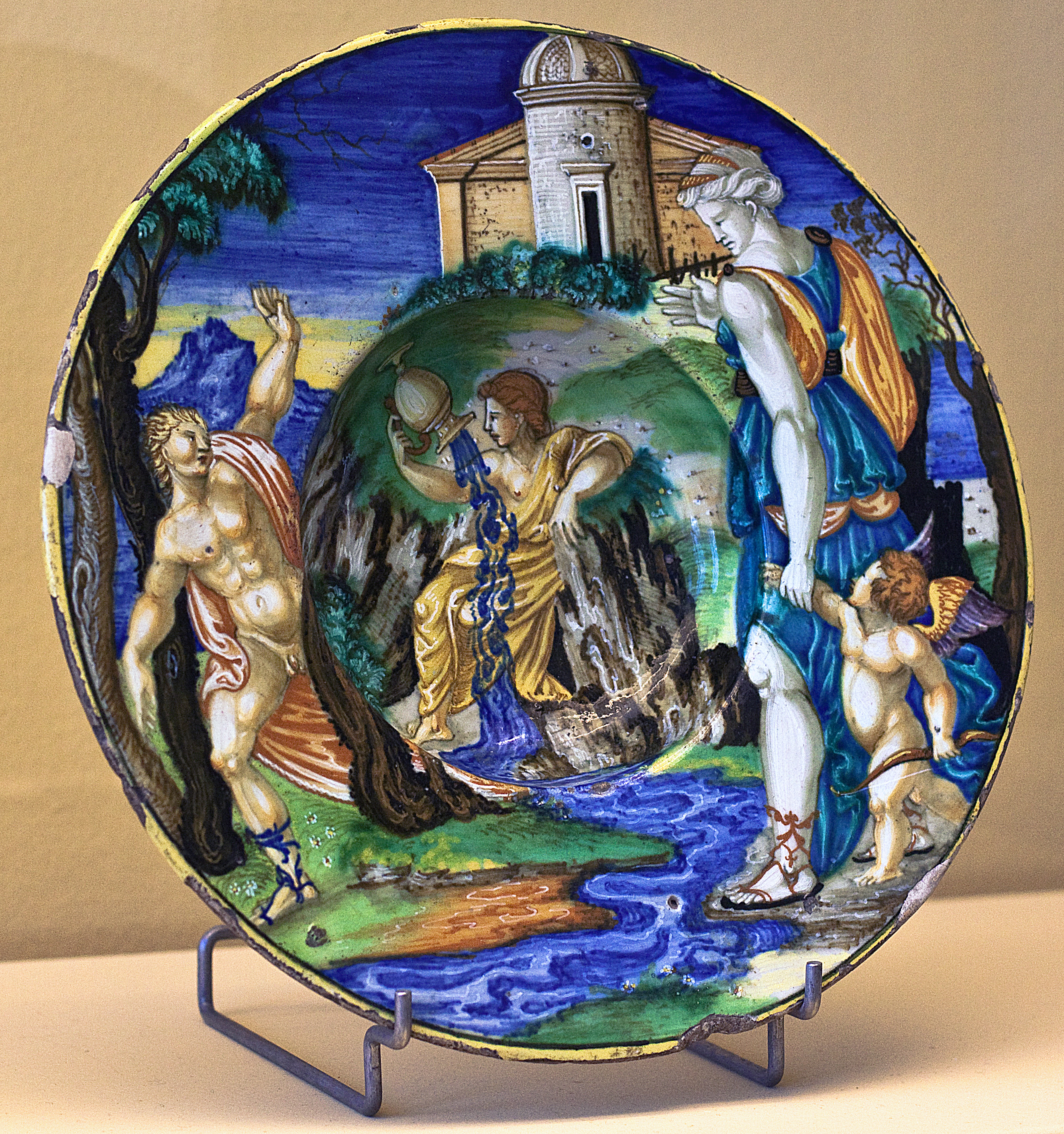
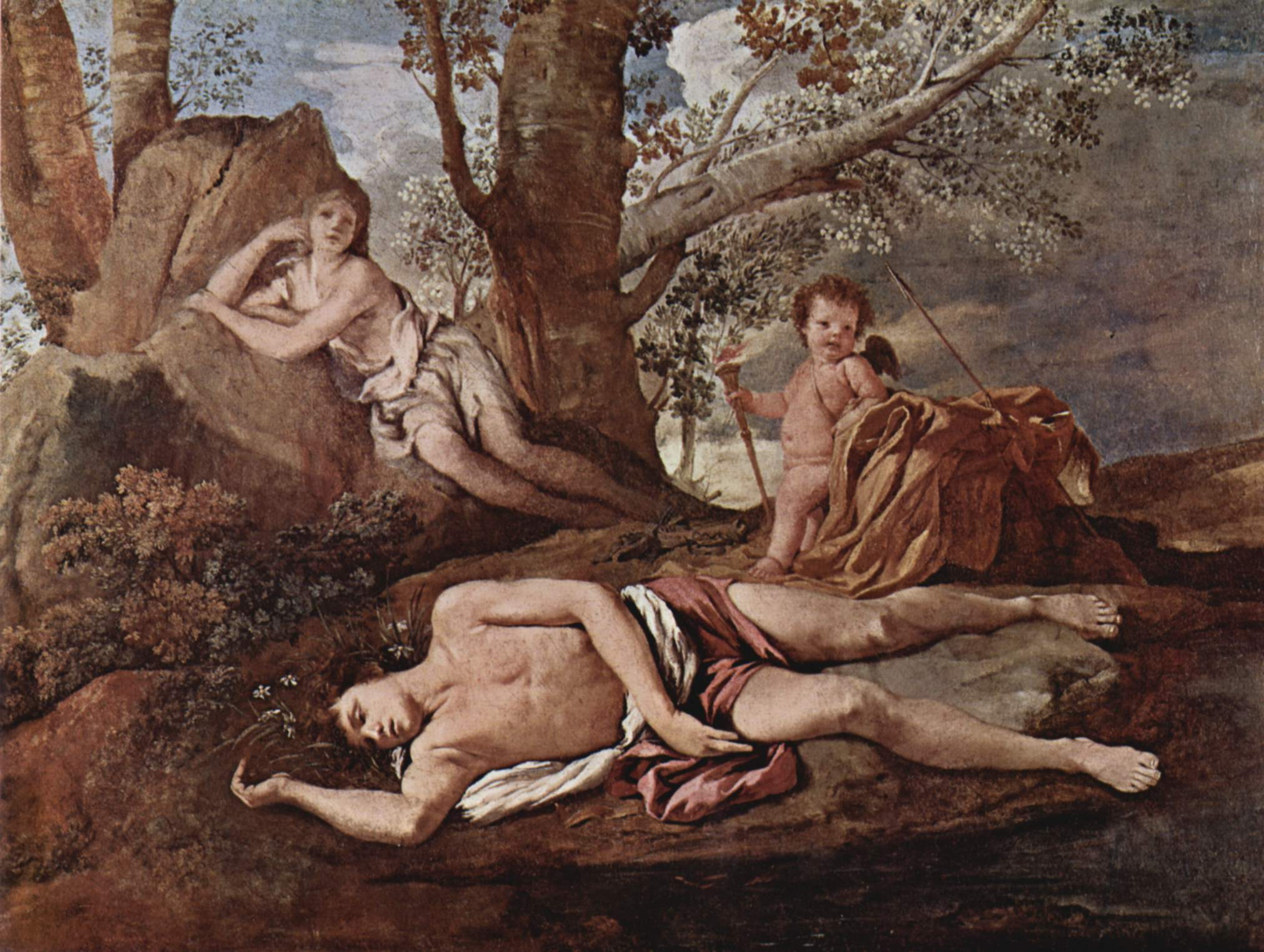
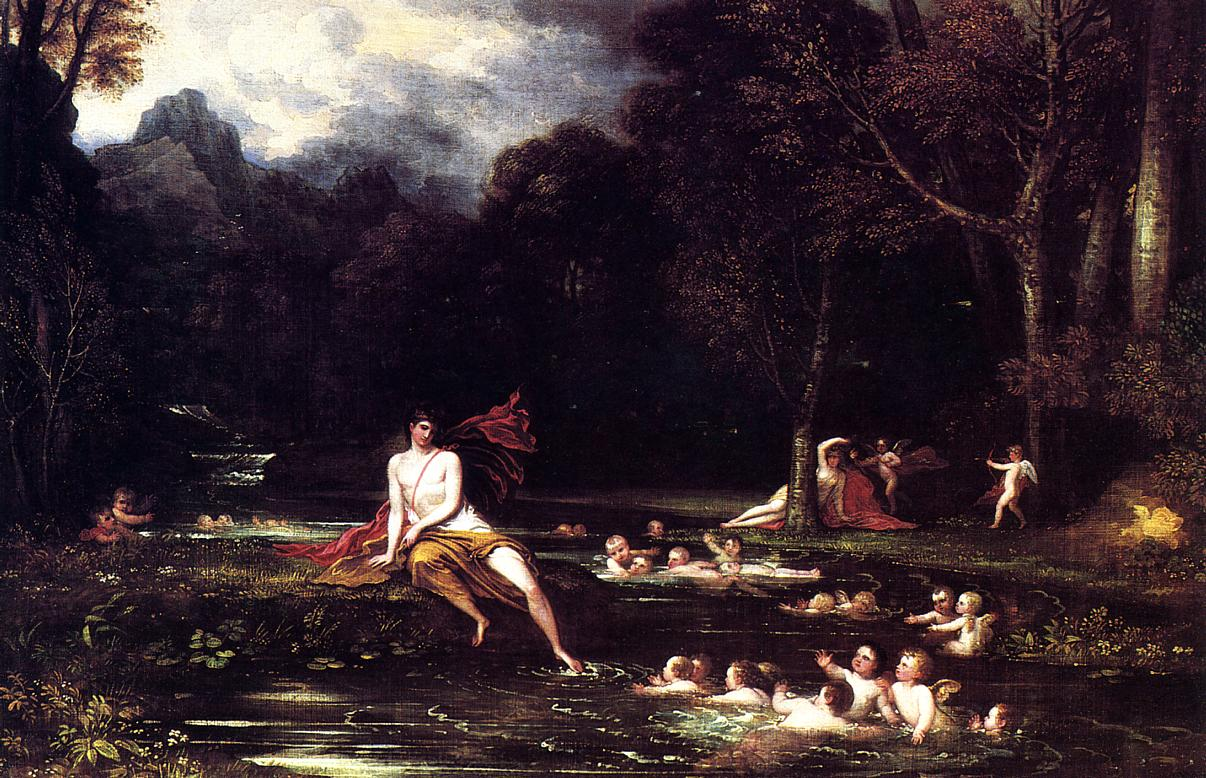